# 定山渓ビューホテル
定山渓ビューホテル（じょうざんけいビューホテル）は、北海道札幌市南区の定山渓温泉にあるホテルで、株式会社ベルーナが運営する宿泊施設。2021年8月1日にリニューアルオープンした。

## 沿革
- 1985年9月1日 - カラカミ観光（現：Karakami HOTELS&RESORTS）により開業、地上16階建て381室1500名の収容人数とした[5]。
- 1996年4月25日 - 第一生命保険の保養施設「渓心荘」跡地に新館「グレイトビュー」開業[7]、室内プール「水の王国ラグーン」を併設し部屋数を総計647室に拡大[6]。
- 2021年
  - 2月1日 - 新型コロナウイルス感染拡大に伴い休業[8]。
  - 4月9日 - ベルーナへの譲渡に合意[9][10][11][12]。
  - 5月31日 - ベルーナへの資産譲渡が成立[9]。
  - 8月1日 - 営業再開[13]。
- 2024年
  - 7月20日 - 大浴場飛泉・湧泉側サウナを「FIVE SENSE SAUNA」に改装[14]。
  - 12月20日[15] - 大浴場鶴姫・舞姫側サウナを「NATURE COLOR SAUNA」に改装[14]。
  - 12月25日 - 15-16階の49室を33室に改装した新スイートルーム「エグゼクティブスイート翠嶺」を開業[16]。

## フロアガイド

### 本館
- 16階：客室（1601～1624）
- 15階：客室（1501～1539）
- 14階：客室（1401～1439）
- 13階：客室（1301～1339）
- 12階：客室（1201～1239）
- 11階：客室（1101～1139）
- 10階：客室（1001～1039）
- 9階：客室（901～939）
- 8階：客室（801～839）
- 7階：客室（701～739）
- 6階：客室（601～639）
- 5階：客室（501～539）
- 4階：客室（401～420）、広間「椿」、「桜」、「藤」、「萩」、「芙蓉」、「桔梗」
- 3階：大広間「鴻跳」、広間「宗谷」、「十勝」、「留萌」、「空知」、御食事処「うらら香」
- 2階：ロビー、フロント、売店、レストラン「プレミアムダイニング」、ティーラウンジ「サンリバー」、会議室
- 1階：多目的ホール「ビューホール」、ゲームコーナー「アミューズメントプラザ」、小料理「五扇亭」、クラブ「ファンタジー」、地下駐車場
- 地下1階：大浴場「湯酔郷」、女性露天風呂
- 地下2階：大浴場「湯酔郷」、男性露天風呂

### 新館グレイトビュー
- 屋上：展望露天風呂「星天」
- 16階：客室（1650～1661）、展望大浴場「星天」
- 15階：客室（1550～1569）
- 14階：客室（1450～1475）
- 13階：客室（1350～1375）
- 12階：客室（1250～1275）
- 11階：客室（1150～1175）
- 10階：客室（1050～1075）
- 9階：客室（950～975）
- 8階：客室（850～875）
- 7階：客室（750～775）
- 6階：客室（650～675）
- 5階：客室（550～575）
- 4階：客室（450～475）
- 3階：宴会場「つつじ」、「いちょう」、「ぽぷら」、「しらかば」、「みずなら」、「かえで」、「もみじ」、「こぶし」
- 2階：大会議室「コスモ」、会議室「ポラリス」、「ベガ」、「シリウス」、「ペガサス」
- 1階：レストラン「ロイヤルグランシャリオ」
- 地下1階：ウォーターランド・水の王国「ラグーン」
- 地下2階：ウォーターランド・水の王国「ラグーン」

## 温泉
- 新館グレイトビューの16階に展望大浴場「星天」が、屋上に展望露天風呂がある。
- 本館の地下1階・地下2階にも大浴場「湯酔郷」がある。

## アクセス
札幌駅北口から無料送迎バスを運行している。
- 札幌市中心部から車で約50分。
- 新千歳空港から高速道路利用して車で約90分。

## 参考資料
- “定山渓ビューホテル 施設情報” (PDF). 定山渓ビューホテル. 2017年1月13日時点のオリジナルよりアーカイブ。2019年8月20日閲覧。